# ISS-Expedition 57
ISS-Expedition 57 ist die Missionsbezeichnung für die 57. Langzeitbesatzung der Internationalen Raumstation (ISS). Die Mission begann mit dem Abkoppeln des Raumschiffs Sojus MS-08 von der ISS am 4. Oktober 2018 und endete mit dem Abkoppeln von Sojus MS-09 am 20. Dezember 2018. Mit Alexander Gerst war zum ersten Mal ein deutscher Raumfahrer Kommandant der ISS.

## Mannschaft
Übernommen von ISS-Expedition 56:
- Alexander Gerst (2. Raumflug), Kommandant (Deutschland/ESA, Sojus MS-09)
- Sergei Prokopjew (1. Raumflug), Bordingenieur (Russland/Roskosmos, Sojus MS-09)
- Serena Auñón-Chancellor (1. Raumflug), Bordingenieurin (USA/NASA, Sojus MS-09)

Im Oktober 2018 sollten Alexei Owtschinin, Nick Hague und Nikolai Tichonow mit dem Zubringerflug Sojus MS-10 die Expeditionscrew vervollständigen. Wegen Verzögerungen beim geplanten Start des russischen Forschungsmoduls Naúka wurde jedoch zuerst Tichonow – zum wiederholten Mal – aus der Mannschaft genommen; dann erreichte MS-10 wegen eines Problems mit der Trägerrakete keine Erdumlaufbahn und musste notlanden. Owtschinin und Hague blieben unversehrt.
Ersatzweise wurde der Flug Sojus MS-11 auf den 3. Dezember 2018 vorgezogen und mit dessen drei Teilnehmern …
- Oleg Kononenko (4. Raumflug), Bordingenieur (Russland/Roskosmos, Sojus MS-11)
- David Saint-Jacques (1. Raumflug), Bordingenieur (Kanada/CSA, Sojus MS-11) und
- Anne McClain (1. Raumflug), Bordingenieurin (USA/NASA, Sojus MS-11)

vorläufig wieder die Sollstärke von sechs ISS-Besatzungsmitgliedern erreicht:
Kurz vor dem Abdocken von Sojus MS-09 mit Prokopjew, Auñón-Chancellor und Gerst übernahm Kononenko das Kommando. Mit Saint-Jacques und McClain bildete er die Crew der Expeditionen 58 und 59.

### Ersatzmannschaft
Seit Expedition 20 wird wegen des permanenten Trainings für die Besatzungen keine offizielle Ersatzmannschaft mehr bekanntgegeben. Inoffiziell gelten die Backup-Crews der beiden Sojus-Zubringerraumschiffe MS-09 und MS-11 (siehe dort) als Ersatzmannschaft der Expedition 57. In der Regel kommen diese Crews dann jeweils zwei Missionen später selbst zum Einsatz. Wegen der Sondersituation nach dem MS-10-Fehlstart wurde der Einsatz der ersten Backup-Crew (Oleg Kononenko, David Saint-Jacques und Anne McClain) diesmal jedoch vorgezogen, sodass sie noch während der Expedition 57 an Bord kam und eine Langzeitmission absolvierte.

## Missionsbeschreibung

### Frachterverkehr
Am 7. November um 16:51 UTC wurde HTV-7 mithilfe des Canadarm2-Roboterarms vom Harmony-Modul abgekoppelt.
Am 18. November um 19:28 UTC koppelte Progress MS-10 an das Swesda-Modul an. Der Frachter blieb sieben Monate mit der ISS verbunden, ehe er Anfang Juni 2019, mit Abfall beladen, abgekoppelt und über dem Südpazifik zum Verglühen gebracht wurde.

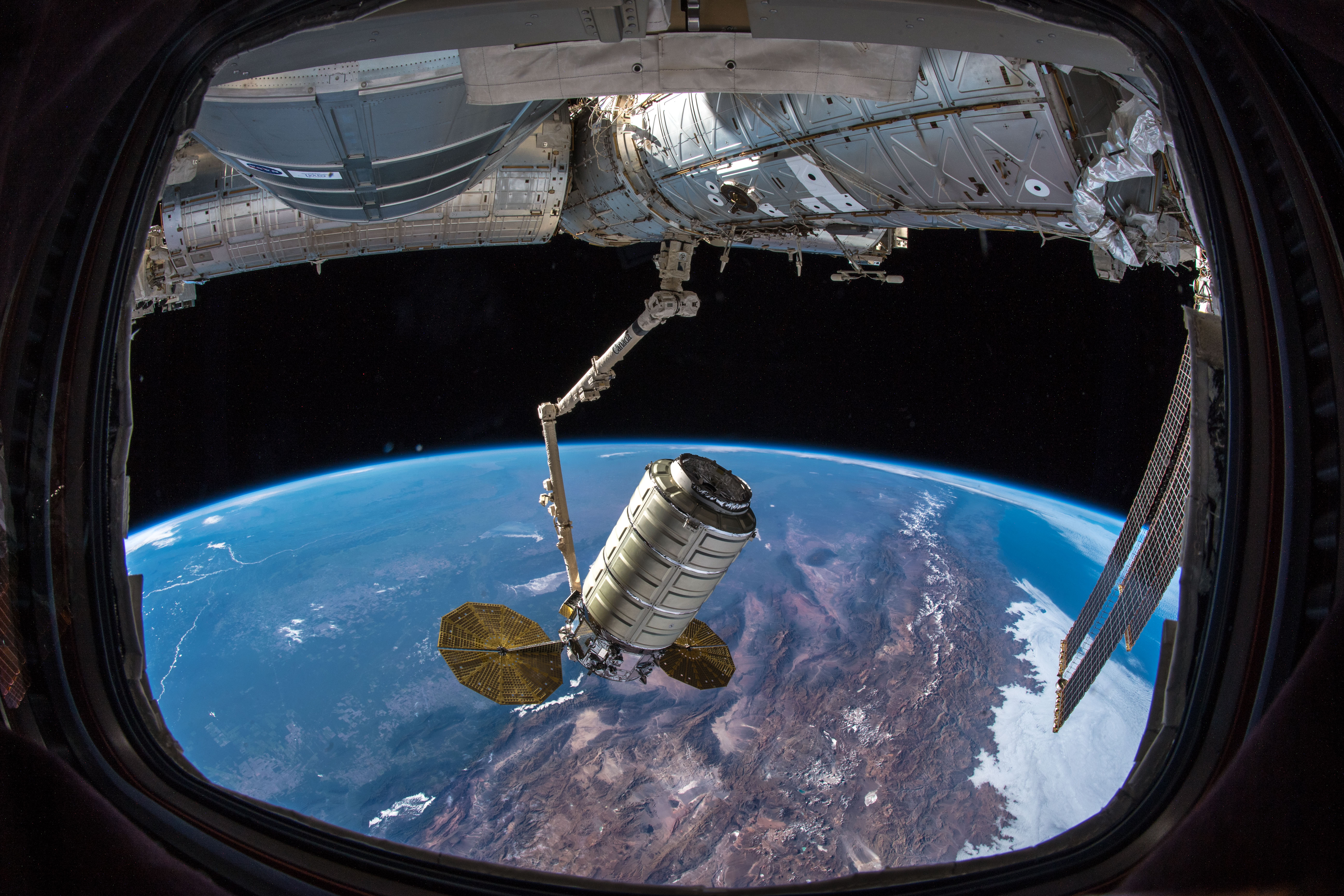
Cygnus NG-10 kurz vor dem Andocken

Am 19. November nutzten Serena Auñón-Chancellor und Alexander Gerst den Greifarm Canadarm2 und fingen das Frachtraumschiff Cygnus NG-10 (genannt „S.S. John Young“) ein. Durch Kommandos der Bodenstation wurde Cygnus gedreht und an der Unterseite des Moduls Unity angekoppelt.

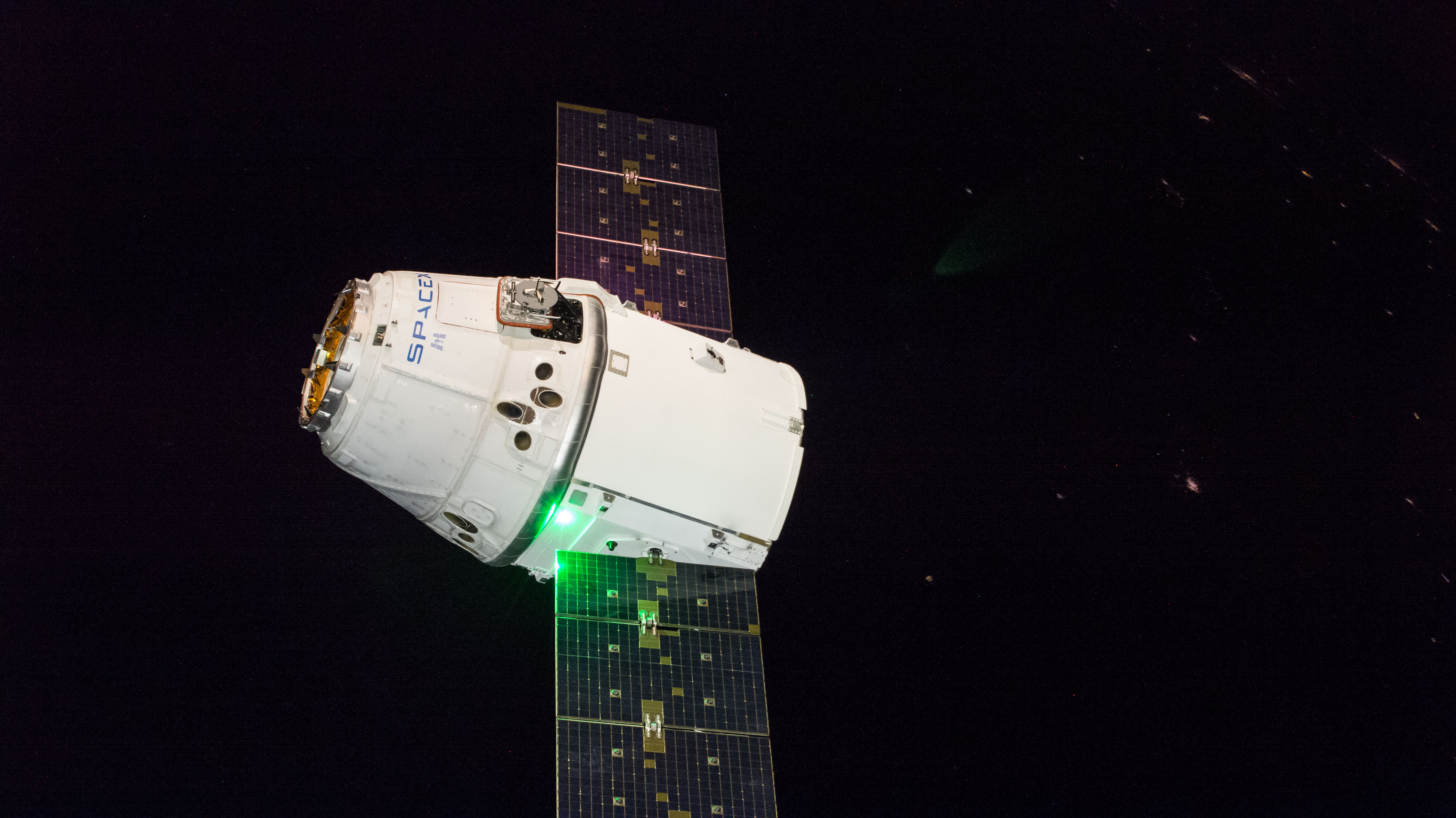
Dragon CRS-16 kurz vor dem Andocken

Das Raumschiff Dragon CRS-16 erreichte die ISS am 8. Dezember und wurde von Alexander Gerst und Serena Auñón-Chancellor mithilfe des Canadarm2-Roboterarms eingefangen. Der Transporter wurde um 15:36 UTC an der erdzugewandten Seite von Harmony angekoppelt.

### Außenbordarbeiten

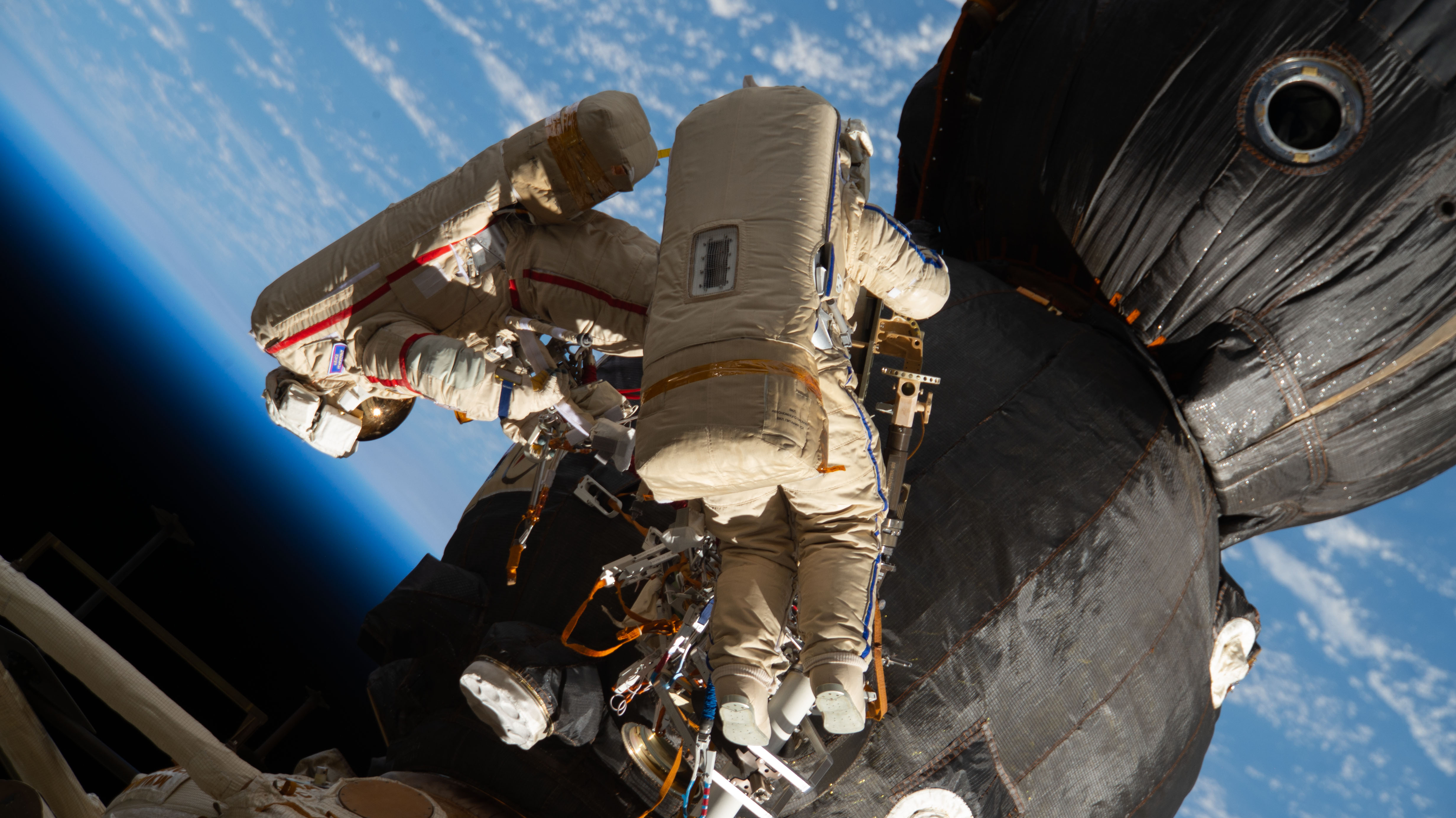
Oleg Kononenko und Sergei Prokopjew beim Außenbordeinsatz

Am 11. Dezember verließen Oleg Kononenko und Sergei Prokopjew die Station durch die Luftschleuse im Modul Pirs. Die Kosmonauten untersuchten die beschädigte Außenhülle von Sojus MS-09 und tauschten Experimente am Rasswet-Modul aus.